# Javaris Crittenton
Javaris Cortez Crittenton (Atlanta, 31 dicembre 1987) è un ex cestista statunitense, professionista nella NBA e in Cina.

## Carriera
Viene selezionato al draft NBA 2007 dai Los Angeles Lakers con la 19ª scelta assoluta. In una partita di Summer League realizza 18 punti, tra i quali un tiro vittoria in sospensione a 1,7 secondi dalla fine. Nella prima amichevole dei Lakers, svoltasi a Honolulu contro i Golden State Warriors, realizza 18 punti e 1 rimbalzo in una sconfitta per 111-110.
Il 1º febbraio 2008 viene ceduto insieme a Kwame Brown, Aaron McKie, i diritti su Marc Gasol e due prime scelte nel 2008 e nel 2010 ai Memphis Grizzlies in cambio di Pau Gasol e una seconda scelta nel 2010.
Il 10 dicembre 2008 viene ceduto ai Washington Wizards in una trade a tre squadre che ha coinvolto anche i New Orleans Hornets. Nel dicembre 2009 è rimasto coinvolto in un alterco con il compagno di squadra Gilbert Arenas durante il quale sono state estratte delle pistole. Il 27 gennaio 2010 viene sospeso fino al termine della stagione 2009-2010; anche Arenas ha subito la stessa sospensione. Dopo la sospensione viene tagliato dai Wizards.
Il 22 settembre 2010 firma un contratto non garantito con gli Charlotte Bobcats; viene tagliato dopo tre settimane.
Nel dicembre 2010 firma fino a fine stagione con gli Zhejiang Lions, squadra militante in CBA. Gioca 5 partite, con una media di 25,8 punti a partita. Dopo poche settimane rescinde però il suo contratto con la squadra cinese e fa ritorno negli Stati Uniti.
Nel febbraio 2011 firma con i Dakota Wizards, squadra militante in D-League. Con la nuova maglia disputa 21 partite, di cui 5 da titolare.

## Statistiche

### College
| Anno      | Squadra               | PG | PT | MP   | TC%  | 3P%  | TL%  | RP  | AP  | PRP | SP  | PP   |
| --------- | --------------------- | -- | -- | ---- | ---- | ---- | ---- | --- | --- | --- | --- | ---- |
| 2006-2007 | Georgia T. Yel. Jack. | 32 | 31 | 31,3 | 45,0 | 35,6 | 78,3 | 3,7 | 5,8 | 2,0 | 0,1 | 14,4 |
| Carriera  | Carriera              | 32 | 31 | 31,3 | 45,0 | 35,6 | 78,3 | 3,7 | 5,8 | 2,0 | 0,1 | 14,4 |

### NBA

#### Regular Season
| Anno      | Squadra           | PG  | PT | MP   | TC%  | 3P%  | TL%  | RP  | AP  | PRP | SP  | PP  |
| --------- | ----------------- | --- | -- | ---- | ---- | ---- | ---- | --- | --- | --- | --- | --- |
| 2007-2008 | L.A. Lakers       | 22  | 0  | 7,8  | 49,1 | 33,3 | 67,9 | 1,0 | 0,8 | 0,3 | 0,0 | 3,3 |
| 2007-2008 | Memphis Grizzlies | 28  | 0  | 18,1 | 40,0 | 26,5 | 69,7 | 3,2 | 1,2 | 0,4 | 0,1 | 7,4 |
| 2008-2009 | Memphis Grizzlies | 7   | 0  | 6,3  | 46,7 | 0,0  | 45,5 | 0,9 | 0,7 | 0,1 | 0,0 | 2,7 |
| 2008-2009 | Wash. Wizards     | 56  | 10 | 20,2 | 45,9 | 14,3 | 59,3 | 2,9 | 2,6 | 0,7 | 0,1 | 5,3 |
| Carriera  | Carriera          | 113 | 10 | 16,4 | 44,2 | 23,1 | 63,8 | 2,4 | 1,8 | 0,5 | 0,1 | 5,3 |

## Problemi giudiziari
Il 26 agosto 2011 viene accusato dell'omicidio di una ragazza avvenuto ad Atlanta pochi giorni prima. Secondo la polizia la ragazza, Jullian Jones, è stata uccisa accidentalmente in quanto il vero bersaglio era un uomo che aveva derubato il giocatore qualche mese prima. La ragazza è stata colpita alla gamba da un fucile semiautomatico ed è morta in ospedale. Il 29 agosto 2011 viene arrestato all'Aeroporto John Wayne della Contea di Orange, mentre si stava imbarcando in un volo diretto ad Atlanta. Il suo avvocato ha dichiarato che si stava recando ad Atlanta proprio per costituirsi. Qualche giorno dopo è stato estradato ad Atlanta per affrontare il processo, durante il quale si è dichiarato completamente estraneo al fatto. È stato rilasciato dopo aver pagato una cauzione di 230.000 dollari. Il 2 aprile 2013 Crittenton e suo cugino Douglas Gamble sono stati ufficialmente incriminati con 12 capi d'accusa, tra i quali omicidio, aggressione aggravata, falsa testimonianza, tentato omicidio e partecipazione in attività di bande. Secondo l'assistente procuratore distrettuale Gabe Banks, Crittenton è entrato a far parte dei Crips dopo essere stato ingaggiato dai Lakers ed ha presumibilmente sparato anche ad un altro uomo, Demontinez Stephens. Il bersaglio di entrambe le aggressioni era Trontavious Stephens, fratello di Demontinez e membro della R.O.C. Crew, banda affiliata ai Bloods.
Il 10 gennaio 2014, a processo per omicidio ancora in corso, viene arrestato insieme ad altre 13 persone con l'accusa di spaccio di cocaina e marijuana.
Il 29 aprile 2015 viene condannato a 23 anni di carcere e 17 di libertà vigilata a seguito di patteggiamento. Durante il processo si è dichiarato colpevole ma ha sostenuto di non aver mai avuto intenzione di uccidere nessuno. "Mi scuso dal profondo del mio cuore", ha detto Crittenton, "non sono un assassino, ho fatto solo un errore che vorrei poter ripagare."

## Palmarès
- McDonald's All-American Game (2006)
- Migliore nelle palle rubate NBDL (2011)